# Калиопи Вета
Калиопи Димитриу Вета (на гръцки: Καλλιόπη Δημητρίου Βέττα) е известна гръцка певица и политик, членка на гръцката партия Коалиция на радикалната левица (СИРИЗА).

## Биография
Родена е в кожанското село Ливадеро, Гърция. Следва в Московския университет, в катедрата по физическо възпитание и спорт, както и в Атинската консерватория. Още като ученичка се присъединява към леви политически организации. Започва да се занимава с пеене и става изпълнителка с голяма лична дискография, колаборации в международни продукции и концерти в Гърция и чужбина.
През 2019 година е избрана за народен представител от Кожани с листата на СИРИЗА. Членка е на комисиите по образование и опазване на околната среда към парламента, заместник-председателка на парламентарните групи за приятелство между Гърция и Литва, както и между Гърция и Узбекистан, а също и членка на групите за приятелство на Гърция с Русия, САЩ и Китай.

## Дискография
- Στη χώρα των ασμάτων (1997);
- Στο φως (1999);
- Καλειδοσκόπιο (2001);
- Horizon (2003);
- Πρωί της κυριακής (2005);
- Best of Kalliopi Vetta (2007);
- Στους δρόμουσ του Διόνυσου (2008).